# Les Sybelles
Les Sybelles je zimsko-športno središče v francoski Savoji. Nahaja se v njenem južnem delu na območju Arveškega masiva, dela Daufinejskih Alp.
Les Sybelles, ustanovljeno v letu 1990, pod skupnim logotipom združuje šest smučarskih središč v dolini Maurienne na nadmorski višini od 1.100 do 2.620 metrov. Središča Saint-Sorlin-d'Arves, Saint-Jean-d'Arves, Le Corbier, La Toussuire, Les Bottières in Saint-Colomban-des-Villards pokrivajo 310 km urejenih smučarskih prog, ki se stikajo na 2.431 m visokem vrhu Ouillon. Vseh alpskih prog je 111, od tega 19 zelenih, 43 plavih, 43 rdečih in 6 črnih. Poleg njih se na ozemlju les Sybelles nahaja dvoje tekaških prog v skupni dolžini 20 km.